# John Franklyn Mars
John Franklyn Mars (Arlington, 15 de outubro de 1935) é um empresário norte-americano. De acordo com a Forbes, até 24 de julho de 2020, John tem uma fortuna de US$ 30 bilhões, sendo a 33ª pessoa mais rica do mundo, ao lado de sua irmã, Jacqueline Mars.